# 505 (tal)
505 är det naturliga heltal som följer 504 och följs av 506.

## Matematiska egenskaper
- 505 är ett udda tal.
- 505 är ett semiprimtal[1].
- 505 är ett defekt tal.
- 505 är ett sammansatt tal.
- 505 är ett palindromtal.
- 505 är ett tridekagontal.

## Inom vetenskapen
- 505 Cava, en asteroid.